# Abdel Aal Rashid
Abdel Aal Ahmed Rashid (arabiska: عبد العال احمد راشد, ‘Abd al-‘Āl Aḥmad Rāšid), född den 27 december 1927, är en före detta egyptisk brottare som tog OS-brons i fjäderviktsbrottning i grekisk-romersk stil 1952 i Helsingfors.